# Сиабский базар

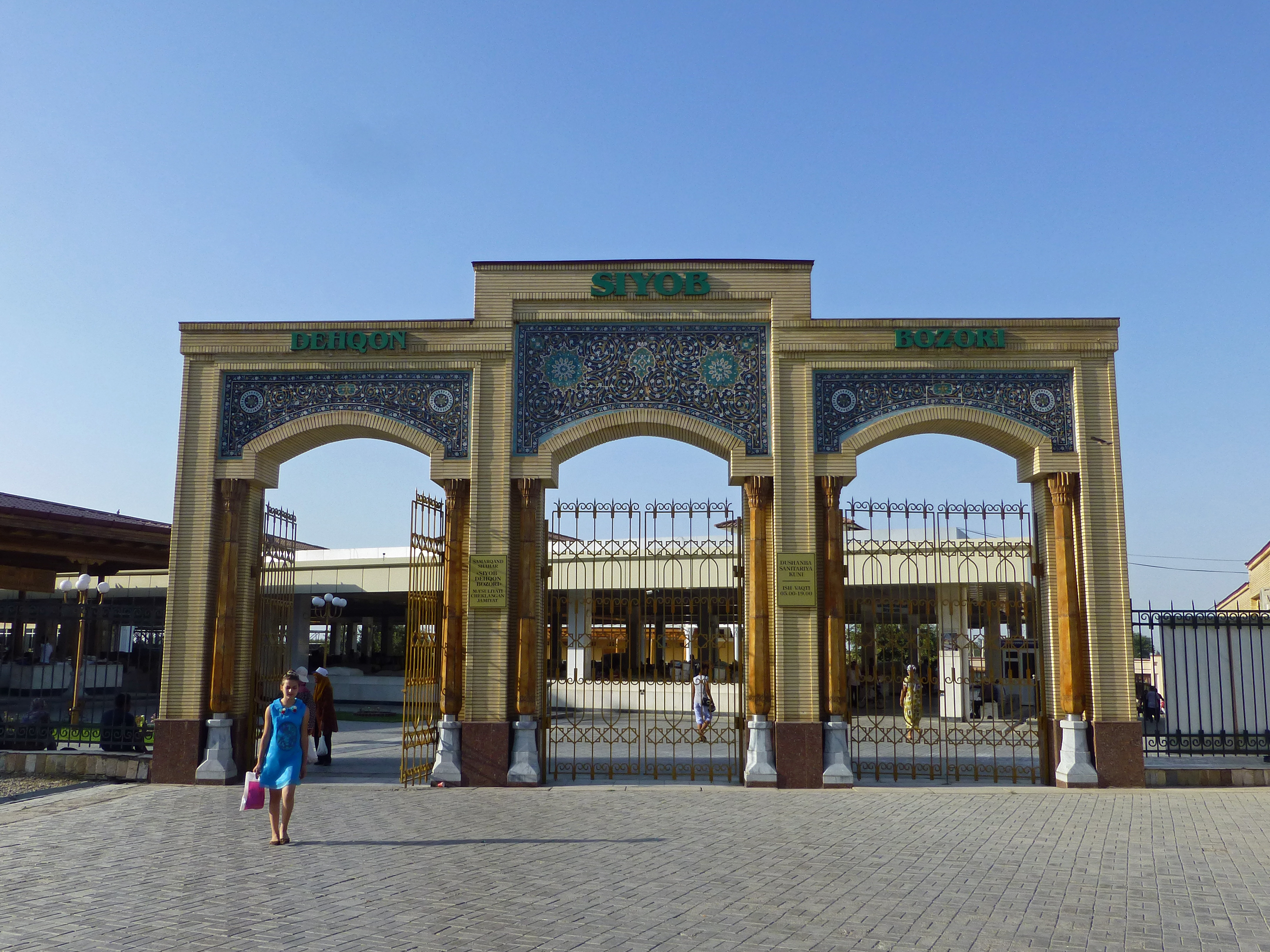
Южный и главный вход в Сиабский базар

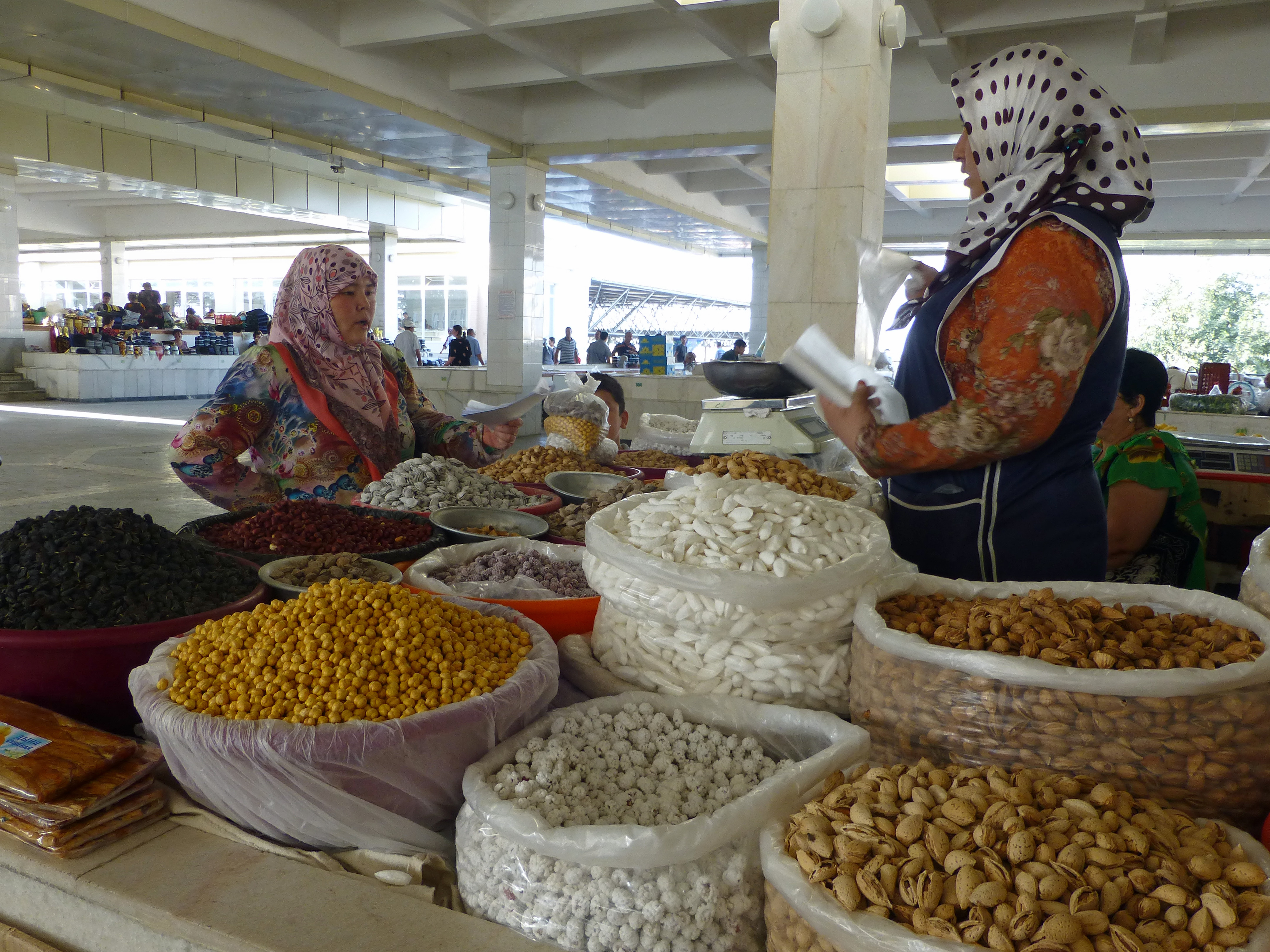
Торговцы со сладостями и пряностями

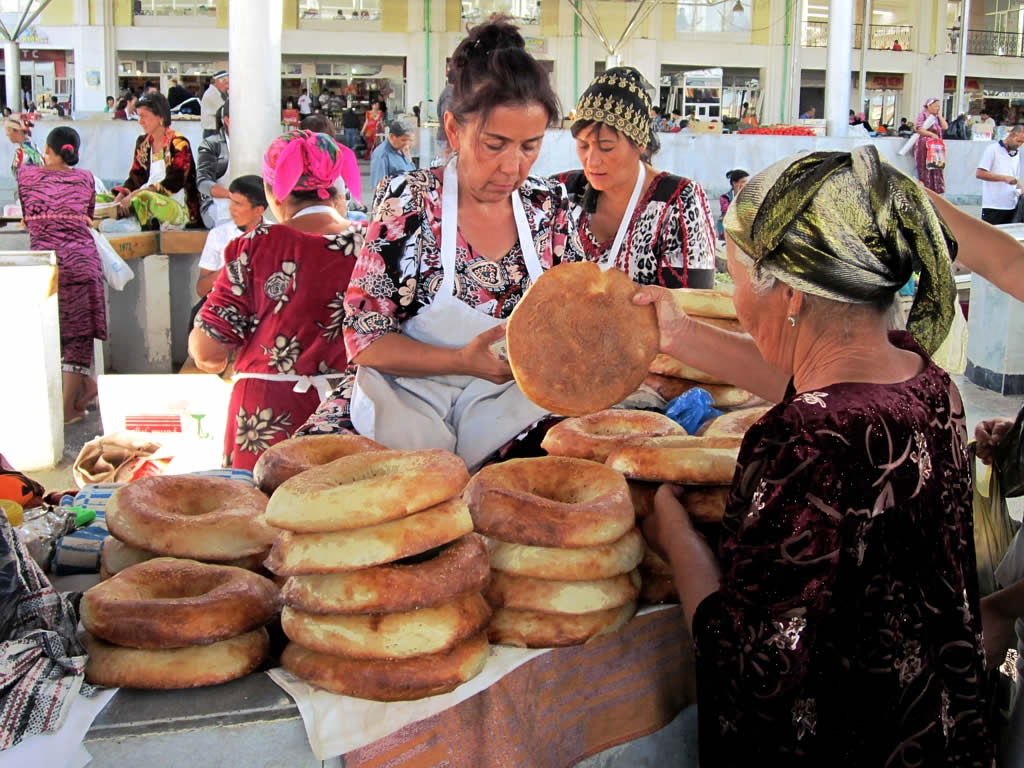
Ряд лепёшек

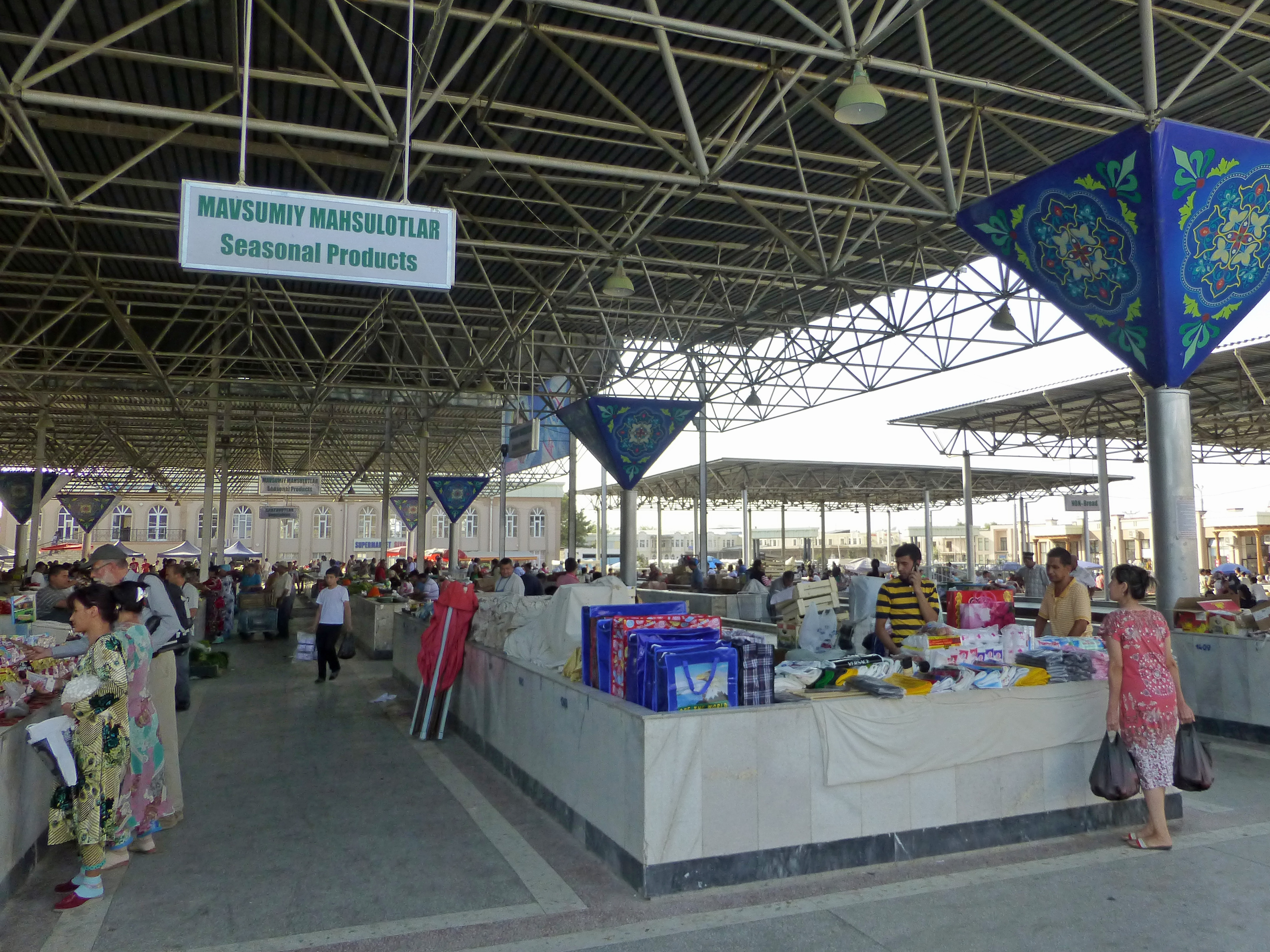
Павильон для овощей и фруктов

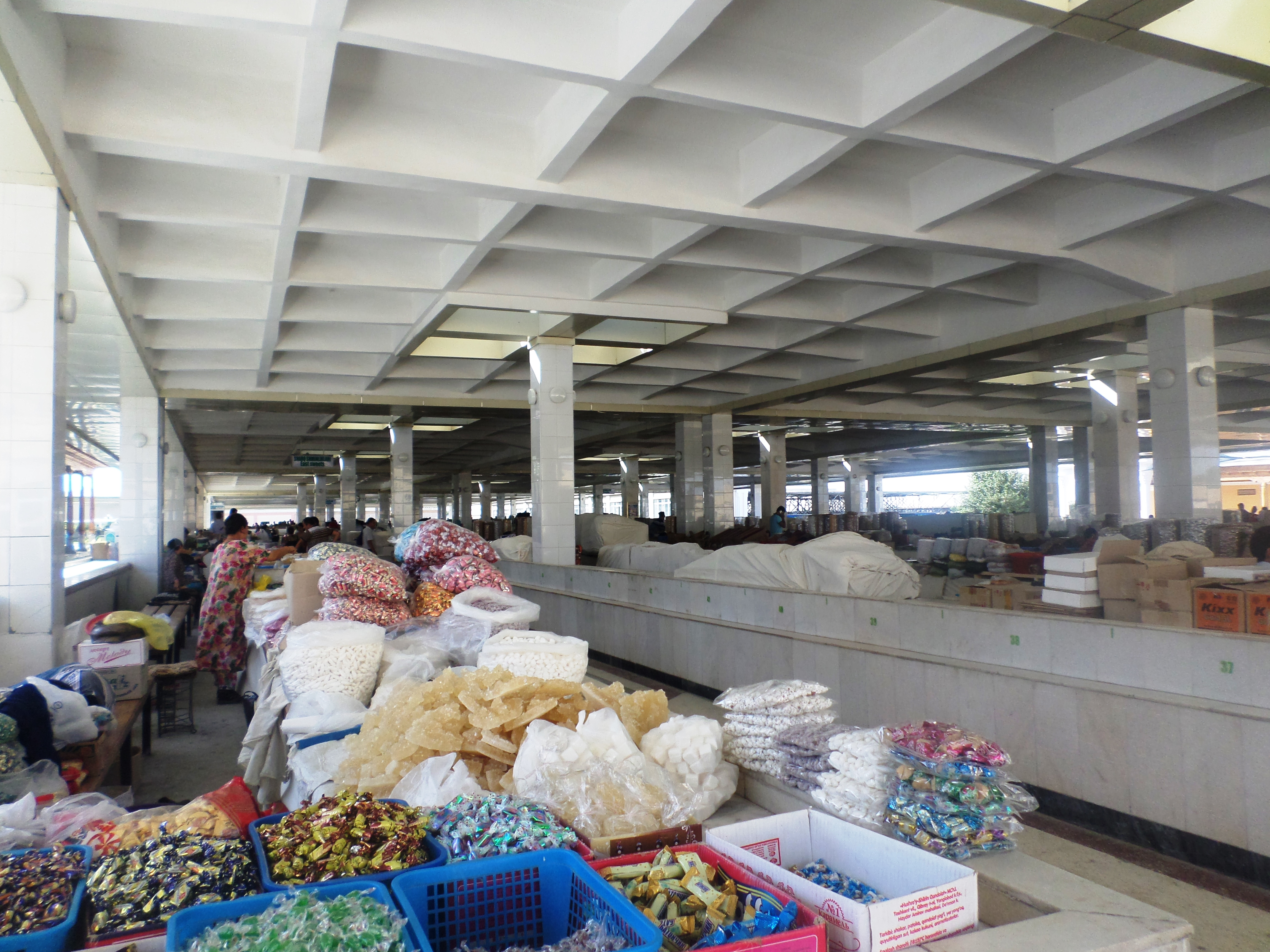
Павильон со сладостями

Сиабский базар (узб. Siyob bozori, тадж. Сиёб бозор) — крупнейший и старейший базар Самарканда, один из крупнейших и старейших базаров в Узбекистане и Средней Азии. Площадь базара превышает семь гектаров. Сиабский базар является одним из самых посещаемых туристами мест города.
Название базара происходит от названия одного из историко-географических районов города — Сиаб, и протекающего недалеко от базара реки Сиаб. Слово «Сиаб» с персидского и таджикского языков переводится как чёрная вода/река.

## Расположение
Сиабский базар находится в центральной части города Самарканд, в так называемом старом городе (узб. Eski shahar; тадж. Шаҳри кӯҳна). Располагается на пересечении улиц Ислама Каримова и Шахи Зинда. В километре к югу от Сиабского базара расположен площадь и ансамбль Регистан, а также торговый купол Чорсу. Рядом с южным и главным входом базара находятся мечеть Биби-Ханум и одноимённый мавзолей. В 500 метрах к востоку от базара расположены ансамбль мавзолеев Шахи Зинда и мечеть Хазрет-Хызр. В двух километрах к северу от базара также находится Афрасиаб.

## Описание
Здание выстроено в форме купола, под которым находится несколько павильонов с большим количеством торговых рядов. Главный вход представляет собой тройную арку, выложенную синей майоликой.
Сиабский базар представляет собой семь крупных крытых павильонов с прилавками, а также еще несколько крупных павильонов с магазинами. Имеется отдельное крупное здание для продажи мяса и мясной продукции, отдельный крупный павильон для лепёшек и восточных сладостей, большой павильон для продажи насвая. Внутри территории Сиабского базара также находятся пятиэтажный торговый центр «Шодиёна» и двухэтажный супермаркет «Сиаб». Также на территории базара работают несколько кафе и забегаловок, где готовятся национальные блюда, такие как шашлык, плов, лагман, шурпа, самса, манты. Общая площадь базара составляет более семи гектаров.

## Товары
Местные жители приобретают на базаре самые разнообразные товары первой необходимости, в том числе самаркандские лепёшки и тандыр-нан, овощи и фрукты, хозяйственные продукты и прочее. Рынок известен своим разнообразием мясной продукции. На базаре можно найти абсолютно всё.
Торговые ряды в базаре разделяются по видам продаваемых на них товаров: продукты, мясо, овощи, фрукты, орехи, восточные сладости, пряности, крупы, хлеб и лепёшки. Для одежды и хозяйственных принадлежностей выделены отдельные павильоны с магазинами.
Кроме того, на базаре имеются ремесленные ряды, где изготовление тех или иных изделий также производится мастерами прямо на месте и продаётся. Среди представленных промыслов — резьба по дереву, ковка и гравировка по меди и другим видам металла.